# Bertha (drague)
Pour les articles homonymes, voir Bertha (homonymie).
La Bertha est un  bateau à vapeur, ancien navire de dragage construit en 1844 pour enlever la vase du port de Bridgwater, dans le Comté de Somerset, en Angleterre. Il est le plus ancien navire à vapeur opérationnel en Grande-Bretagne, et peut-être dans le monde.  
Il est enregistré comme bateau du patrimoine maritime du Royaume-Uni par le National Historic Ships UK depuis 1993 et au registre de la National Historic Fleet.

## Histoire
La drague a été construite par Lunnel G & Co à Bristol. Sa coque est en fer riveté et sa conception est de l'ingénieur Isambard Kingdom Brunel.
La drague à lame de fond de la Bertha était mue par une machine à vapeur au charbon développant une puissance de 40 livres par pouce carré (280 kPa). Le bateau se déplaçait en étant tiré par des chaînes ancrées le long des quais. 
Bertha a travaillé dans le port de Bridgwater, après la connexion du canal Bridgwater et Taunton à la rivière Parrett, de 1844 à 1969. La drague a été initialement détenue par la Great Western Railway, puis les chemins de fer britanniques. Elle a ensuite été emmenée à l'Exeter Maritime Museum. En 1997 , elle a été transférée à la World of Boats à Eyemouth où elle a subi une restauration. 